# 李巧贤
李巧贤（1967年—），生于广东省汕头市金砂乡（今金平区金砂街道），中国跳水运动员。
她与李宏平、李德亮被称为“金砂三李”，也是“金砂三李”中唯一的女性运动员。在1980年代创造汕头市跳水运动的神话，在汕头市中心建有关于“金砂三李”的雕塑“崛起”，汕头人都称之为“三身人”。

## 个人运动生涯
- 1974年开始参加汕头市体育学校体操班训练。
- 1981年进入广东省集训队。
- 1983年入选为国家跳水队运动员。
- 1983年参加世界赛，获女子跳板跳水冠军。
- 1984年参加国际巡回跳水赛，两次获冠军，一次获亚军。
- 1985年5月参加第四届世界杯跳水赛，获女子团体、混合团体两项冠军。
- 1985年8月参加第十三届世界大学生运动会，获女子团体冠军。
- 1986年参加第十届亚运会，获第2名。
- 1987年参加世界大学生运动会获金牌。
- 1989年毕业於北京体育学院运动系。